# Breed the Pain
Breed the Pain è il terzo album in studio del gruppo musicale neozelandese 8 Foot Sativa, pubblicato nel 2005.

## Tracce
1. Perpetual Torment – 4:19
2. Breed the Pain – 3:45
3. I Live My Death – 5:13
4. Mentally Castrated – 4:18
5. Altar of Obscenity – 5:00
6. Human Abattoir – 3:53
7. Brutal Revenge – 5:35
8. The Punishment Within – 3:59
9. Genetic Treason – 4:29

## Formazione
- Matt Sheppard - voce
- Gary Smith - chitarra
- Brent Fox - basso
- Sam Sheppard - batteria